# Clubiona kowong
Clubiona kowong là một loài nhện trong họ Clubionidae.
Loài này thuộc chi Clubiona. Clubiona kowong được Pater Chrysanthus miêu tả năm 1967.